# Menneval
Menneval é uma comuna francesa na região administrativa da Normandia, no departamento de Eure. Estende-se por uma área de 6,62 km². Em 2010 a comuna tinha 1 565 habitantes (densidade: 236,4 hab./km²).